# Nathalie Kollo
Nathalie Kollodzieyski (* 17. Juli 1967 in Locarno) ist eine deutsch-dänische Singer-Songwriterin, Moderatorin und Kinderbuchautorin.

## Leben
Nathalie Kollo ist die Tochter der Schlagersängerin Dorthe Kollo und des Heldentenors und Kammersängers René Kollo. Sie wuchs in Dänemark und Deutschland auf. Ihre Ausbildung zur Musicaldarstellerin und Sängerin erhielt sie an der Theater School Copenhagen sowie an der Musical School Hamburg. Zusätzlich nahm sie Gesangsstudien bei Vicky Hall (Berlin) und Erika Zimmermann (München).
Seither ist Nathalie Kollo freischaffende Sängerin. 1989 rief sie ihre erste Band ins Leben, mit der sie in Dänemark auftrat. Im deutschsprachigen Raum war sie danach u. a. mit dem Kai-Rautenberg-Trio sowie Horst Jankowski auf Tournee. Auch bei Bigband-Konzerten steht sie mit Jazz und Swingmusik auf der Bühne. 1995 erhielt sie im dänischen Fernsehen ihre erste Live-Show Quincert. Mit Oh Happy Day ging sie im gleichen Jahr auf Gospeltour. Anschließend war Nathalie Kollo von 1996 bis 1998 in Los Angeles, wo sie neben einigen Konzerten vor allem Texte schrieb und Kompositionen verfasste. Zurück in Deutschland übernahm sie im Sommer 1998 die weibliche Hauptrolle im Rahmen der Störtebeker-Festspiele.
Durch ihre Schwangerschaft und die Geburt ihres Sohnes im Jahre 1999 inspiriert, produzierte Nathalie Kollo im selben Jahr das Kinderbuch Piet der Spinnerich sowie die gleichnamige Kinderlieder-CD.
Mit ihrem Vater René Kollo ist sie gelegentlich bei Konzerten und Showauftritten auf der Bühne, u. a. 2004 im Frühlingsfest der Volksmusik (ARD).
Am 28. Juni 2019 veröffentlichte Nathalie Kollo ihren ersten deutschsprachigen Song im Genre Schlagersoul mit dem Titel Sag niemals nie. Er verbindet Elemente aus dem deutschen Schlager mit Tropical House und Electronic Pop Elementen. Der Song wurde von Komponist Steven Richmann geschrieben und im „audiofactory“-Tonstudio auf Mallorca produziert. Veröffentlicht wurde der Titel auf dem Musiklabel „Schlagersound“ im Vertrieb der digdis Music Mail Tonträger GmbH, Stuttgart.
Kollo betrieb in Port d’Andratx ein Schnellrestaurant, mit dem sie am 8. August 2019 in der Sendung Rosins Restaurants – Ein Sternekoch räumt auf! zu sehen war. Im Oktober 2019 gab sie das Geschäft auf.

## Auszeichnungen
Nathalie Kollo wurde 1995 als Sängerin des Jahres in Dänemark geehrt. Außerdem wurde sie mit dem Danish Music Union Award der Simon Spies Foundation ausgezeichnet.